# Jakob Tiedtke
Jakob Tiedtke, nato Jakob Karl Heinrich Wilhelm Tiedtke (Berlino, 23 giugno 1875 – Berlino, 30 giugno 1960), è stato un attore tedesco.
Nel corso della sua quarantennale carriera, apparve in quasi duecento film.

## Filmografia
- Schuldig, regia di Hans Oberländer (1914)
- Der Golem (Der Golem), regia di Henrik Galeen e Paul Wegener (1915)
- Der Rattenfänger von Hameln, regia di Paul Wegener (1918)
- Der Galeerensträfling, regia di Rochus Gliese e Paul Wegener (1919)
- Die Fahrt ins Blaue, regia di Rudolf Biebrach (1919)
- La bambola di carne (Die Puppe), regia di Ernst Lubitsch (1919)
- Due sorelle (Kohlhiesels Töchter), regia di Ernst Lubitsch (1920)
- Romeo e Giulietta sulla neve (Romeo und Julia im Schnee), regia di Ernst Lubitsch (1920)
- Sumurun, regia di Ernst Lubitsch (1920)
- Der Mann ohne Namen - 1. Der Millionendieb, regia di Georg Jacoby (1921)
- Der Mann ohne Namen - 2. Der Kaiser der Sahara, regia di Georg Jacoby (1921)
- Der Mann ohne Namen - 4. Die goldene Flut, regia di Georg Jacoby (1921)
- Der Mann ohne Namen - 5. Der Mann mit den eisernen Nerven, regia di Georg Jacoby (1921)
- Der Mann ohne Namen - 6. Der Sprung über den Schatten, regia di Georg Jacoby (1921)
- Der Mann ohne Namen - 7. Gelbe Bestien, regia di Georg Jacoby (1921)
- Amor am Steuer, regia di Victor Janson (1921)
- Sie und die Drei, regia di Ewald André Dupont (1922)
- Der Strom, regia di Felix Basch (1922)
- Sünden von gestern, regia di Robert Wüllner (1922)
- Die Flamme, regia di Ernst Lubitsch (1923)
- Die Fledermaus, regia di Max Mack (1923)
- Nell'anticamera del matrimonio (So sind die Männer), regia di Georg Jacoby (1923)
- Maciste und die chinesische Truhe (Maciste und die Chinesische Truhe), regia di Carl Boese (1923)
- Der Kaufmann von Venedig, regia di Peter Paul Felner (1923)
- L'espulsione (Die Austreibung), regia di Friedrich Wilhelm Murnau (1923)
- Das alte Gesetz, regia di Ewald André Dupont (1923)
- Karusellen, regia di Dimitri Buchowetzki (1923)
- Nanon, regia di Hanns Schwarz (1924)
- Die Radio Heirat, regia di Wilhelm Prager (1924)
- Ein Traum vom Glück, regia di Paul L. Stein (1924)
- Tragödie im Hause Habsburg, regia di Alexander Korda (1924)
- Auf Befehl der Pompadour, regia di Frederic Zelnik (1924)
- Arabella, regia di Karl Grune (1924)
- Dr. Wislizenus, regia di Hanns Kobe (1924)
- Das Spiel mit dem Schicksal, regia di Siegfried Philippi (1924)
- Pietro der Korsar, regia di Arthur Robison (1925)
- Kammermusik, regia di Carl Froelich (1925)
- Husarenfieber, regia di Georg Jacoby (1925)
- Die drei Portiermädel, regia di Carl Boese (1925)
- Ein Walzertraum, regia di Ludwig Berger (1925)
- Die Dame aus Berlin, regia di Lorand von Kabdebo (1925)
- Bara en danserska, regia di Olof Molander (1926)
- Die Mühle von Sanssouci, regia di Siegfried Philippi e Frederic Zelnik (1926)
- Pension Schöller, regia di Georg Jacoby (1930)
- Berlin Alexanderplatz, regia di Phil Jutzi (1931)
- Il generale York (Yorck), regia di Gustav Ucicky (1931)
- Fräulein - Falsch verbunden, regia di  E.W. Emo (1932)
- Zum goldenen Anker, regia di Alexander Korda (1932)
- Ein Auto und kein Geld, regia di Jacob Fleck e Luise Fleck (1932)
- Das Mädel vom Montparnasse, regia di Hanns Schwarz (1932)
- Hasenklein kann nichts dafür, regia di Max Neufeld (1932)
- Nell'azzurro del cielo (Das Blaue vom Himmel), regia di Victor Janson (1932)
- Amore di principe (Des jungen Dessauers grosse Liebe), regia di Arthur Robison (1933)
- Una notte a Pietroburgo (Petersburger Nächte), regia di E.W. Emo (1935)
- Peter, Paul und Nanette, regia di Erich Engels (1935)
- Frischer Wind aus Kanada, regia di Erich Holder, Heinz Kenter (1935)
- La prigioniera di Sidney (Zu neuen Ufern), regia di Detlef Sierck (Douglas Sirk) (1937)
- Süss l'ebreo (Jud Süß), regia di Veit Harlan (1940)
- Musica leggera (Leichte Muse - titolo alternativo Was eine Frau im Frühling träumt), regia di Arthur Maria Rabenalt (1941)
- Il grande re (Der große König), regia di Veit Harlan (1942)
- Das alte Lied, regia di Fritz Peter Buch (1945)
- Am Brunnen vor dem Tore, regia di Hans Wolff (1952)
- Urlaub auf Ehrenwort, regia di Wolfgang Liebeneiner (1955)